# Pyralidae
Pyralidae, koji se obično nazivaju piralidni moljci, njušni moljci ili travni moljci, su porodica Lepidoptera u ditrizijskoj nadfamiliji Pyraloidea. U mnogim (posebno starijim) klasifikacijama, travni moljci (Crambidae) su uključeni u Pyralidae kao potporodica, čineći kombinovanu grupu jednom od najvećih porodica u Lepidoptera. Najnovija recenzija Judžina Dž. Manroa i Marije Alme Solis zadržava Crambidae kao punu porodicu Pyraloidea.
Raspon krila za male i srednje vrste obično je između 9 i 37 mm (0,35 i 1,46 in) sa promenljivim morfološkim karakteristikama.
To je raznolika grupa, sa više od 6.000 vrsta opisanih širom sveta, i više od 600 vrsta u Americi severno od Meksika, čineći treću po veličini porodicu moljaca u Severnoj Americi. Najmanje 42 vrste su zabeležene iz Severne Dakote u potfamiliji Pyralidae.

## Spoljašnje veze
- Solis, M. Alma (2007). "Phylogenetic studies and modern classification of the Pyraloidea (Lepidoptera)". Revista Colombiana de Entomología. 33 (1): 1–8.
- Clarke, J. F. Gates (1986). „Pyralidae and Microlepidoptera of the Marquesas Archipelago”. Smithsonian Contributions to Zoology. 416 (416): 1—485. doi:10.5479/si.00810282.416 .